# Вільям Міллер
Вільям Міллер (15 лютого 1782 — 20 грудня 1849) — американський баптистський проповідник, якому приписують початок північноамериканського релігійного руху середини XIX століття, відомого як міллеризм. Після того, як його прогнозування Другого пришестя не справдилося, як очікувалося в 1840-х роках, з'явилися нові послідовники його послання, в тому числі Християни Адвенту (1860), Адвентисти сьомого дня (1863) та інші адвентистські течії.

## Життєпис
Міллер народився в штаті Масачусетс. У 1803 році Міллер одружився з Люсі Сміт і переїхав до її рідного міста Поултні, штат Вермонт, де займався фермерством. У Поултні Міллер був обраний на ряд державних посад, в тому числі заступником шерифа в 1809 році, а пізніше — суддею. Міллер служив у Вермонтському ополченні й 21 липня 1810 року отримав звання лейтенанта. Він мав будинок, землю та щонайменше двох коней. Незабаром після переїзду в Поултні Міллер відкинув свою баптистську віру і став деїстом, зокрема членом масонської в ложі Морнінг Стар № 27. Коли в 1812 році почалася британсько-американська війна, він сформував роту, брав участь у бойових діях і був підвищений до капітана.
У вересні 1831 року Міллер офіційно вийшов з ложі. Того ж року почав проповідувати. Протягом багатьох років його хвилювало питання про ангела в Книзі пророка Даниїла (8 розділ): «Як довго буде заборонено приносити жертви щодня?» Він витлумачив 2300 вечорів і ранків у відповіді згідно з принципом «один день — один рік» з Єзекіїля 4:6, зокрема, із заповіді відбудови Єрусалиму як дати повернення Ісуса Христа на землю. Відбудовувати Єрусалим наказав перський цар Артаксеркс І на 7-му році свого правління (457 р. до н. е.). Про це йдеться у Книзі пророка Ездри 7:12-26. 48 газет міллеритів сповістили про повернення Христа сотням тисяч читачів у США в той час — між 21 березня 1843 року і 21 березня 1844 року. Міллер вважається засновником руху «Адвент», який виник після розчарування, що послідувало за ним.